# Cylicolaimus minutus
Cylicolaimus minutus is een rondwormensoort uit de familie van de Leptosomatidae.